# Сандерсон, Рональд
Рональд Харкурт Сандерсон (англ. Ronald Harcourt Sanderson; 11 декабря 1876, Акфилд, Восточный Суссекс — 17 апреля 1918, Gommecourt) — британский гребец, чемпион летних Олимпийских игр 1908 года.
На Играх 1908 года в Лондоне Сандерсон входил в первый экипаж восьмёрок Великобритании. Его команда, обыграв Венгрию, Канаду и Бельгию, стала лучшей и выиграла золотые медали.